# غافن هينسون
غافن هينسون (بالإنجليزية: Gavin Henson)‏ هو لاعب اتحاد الرغبي بريطاني، ولد في 1 فبراير 1982 في بريدجند ‏ في المملكة المتحدة.

## وصلات خارجية
- غافن هينسون على موقع دوري الرغبي الممتاز (الإنجليزية)
- غافن هينسون عل موقع إسبنسكروم (الإنجليزية)
- غافن هينسون على موقع ItsRugby.co.uk (الإنجليزية)